# Российский Красный Крест
Российский Красный Крест (РКК) — национальная старейшая некоммерческая благотворительная организация Красного Креста в России. Учреждена в 1867 году, согласно Женевским Конвенциям. Является участником международного Движения Красного Креста и Красного Полумесяца.

## История
Всю свою историю Российский Красный Крест оказывает помощь нуждающимся в ней людям.

### XIX век
5 (17) ноября 1854 года по инициативе великой княгини Елены Павловны, была создана Крестовоздвиженская община сестёр милосердия.
3 (15) мая 1867 года император Всероссийский Александр II утвердил устав «Российского общества попечения о раненых и больных воинах» и под таким названием в Санкт-Петербурге была создана организация, с 1879 года широко известная в последующем как «Российский Красный Крест». В 1879 году Общество было переименовано в «Российское общество Красного Креста» (РОКК). Почётными членами этого Общества стали сам император, все великие князья и княгини, многие высокопоставленные светские лица, представители высшего духовенства (РПЦ), а также знаменитые русские учёные, врачи, писатели и музыканты. Общество находилось под покровительством императрицы Марии Александровны.
В 1870—1871 годах РОКК оказывал помощь раненым (и немцам, и французам) во время франко-прусской войны.
В 1871 году сёстры милосердия РОКК сопровождали русские войска в походах на Кульджу и Ургу.

В 1872 году РОКК оказывал помощь населению города Шемахи, пострадавшему от землетрясения.
В 1873 году в Хивинском походе вместе с военными врачами принимал участие и медицинский персонал Общества (6 чел.), помощь Красного Креста на Хивинскую экспедицию составила 35 000 рублей.

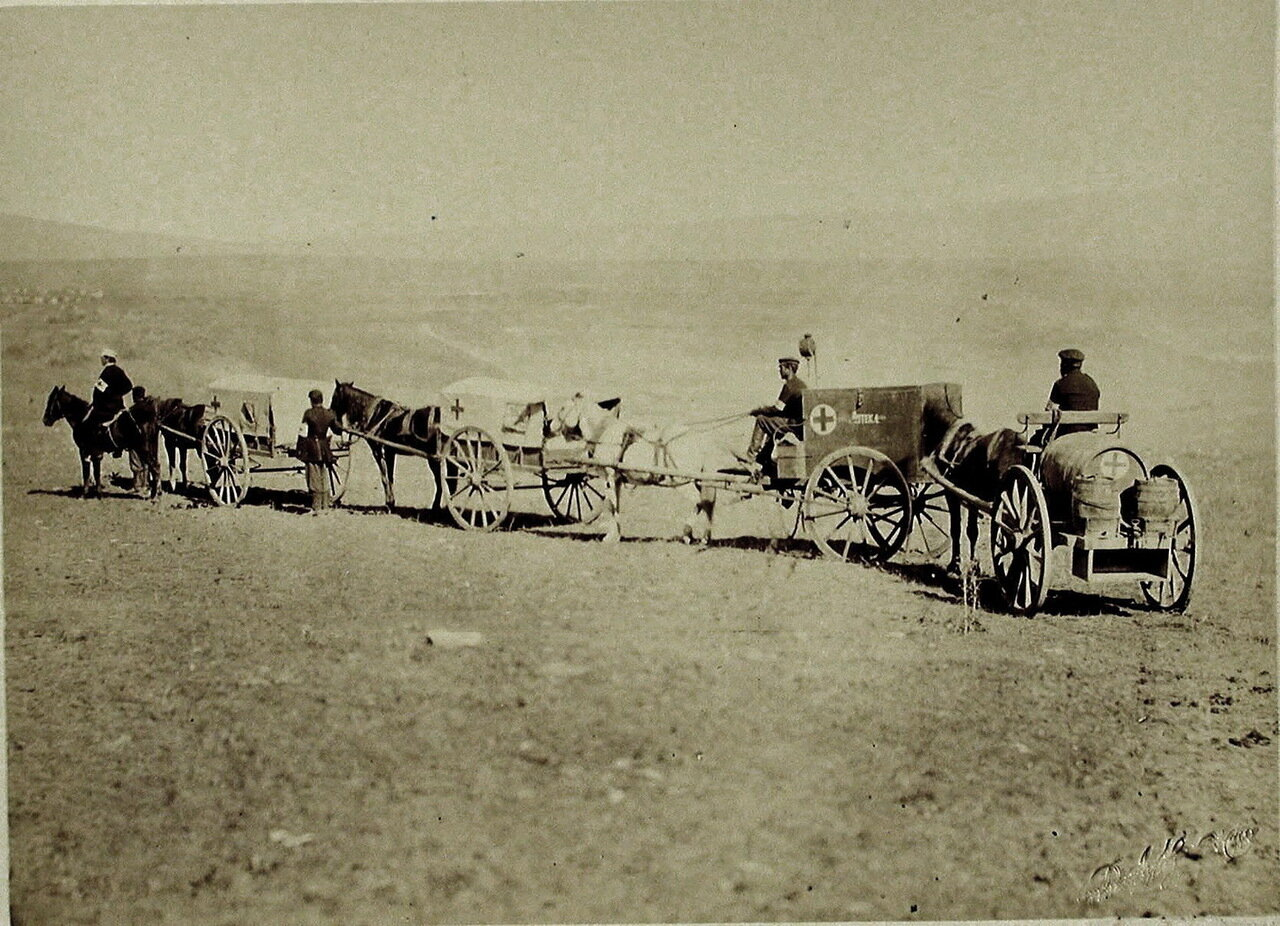
Кавказ. Русско-турецкая война. Повозки летучего отряда Общества попечения о раненых и больных воинах. 1877—1878 гг.

В 1875 году РОКК собрало более 106 тыс. руб. и выдало различных пособий на 40 тыс. руб. в помощь пострадавшим от пожаров в 1875 году в Моршанске, Брянске, Ржеве, Вольске. В последующие годы помощь жертвам пожаров оказывалась постоянно.
В 1877—1878 годах во время Русско-турецкой войны 1877—1878 годов РОКК взяло на себя практически всю медицинскую помощь армии.
В 1878—1879 годах медицинские отряды РОКК боролись с чумой в станице Ветлянка Астраханской области. На свои средства РОКК открыло две постоянные больницы в станице Ветлянка и в селе Никольском.
В 1879 году медицинские отряды РОКК боролись c дифтерией в Полтавской губернии.

С 1882 года РОКК начало помогать инвалидам войны (бесплатное лечение, обучение ремёслам). Были построены: вдовий дом для семей погибших солдат и офицеров, четыре детских приюта, дом дешёвых квартир, училище для сирот, два приюта для неизлечимых и хронических больных. Больных и раненых офицеров бесплатно отправляли в заграничные и отечественные лечебницы.

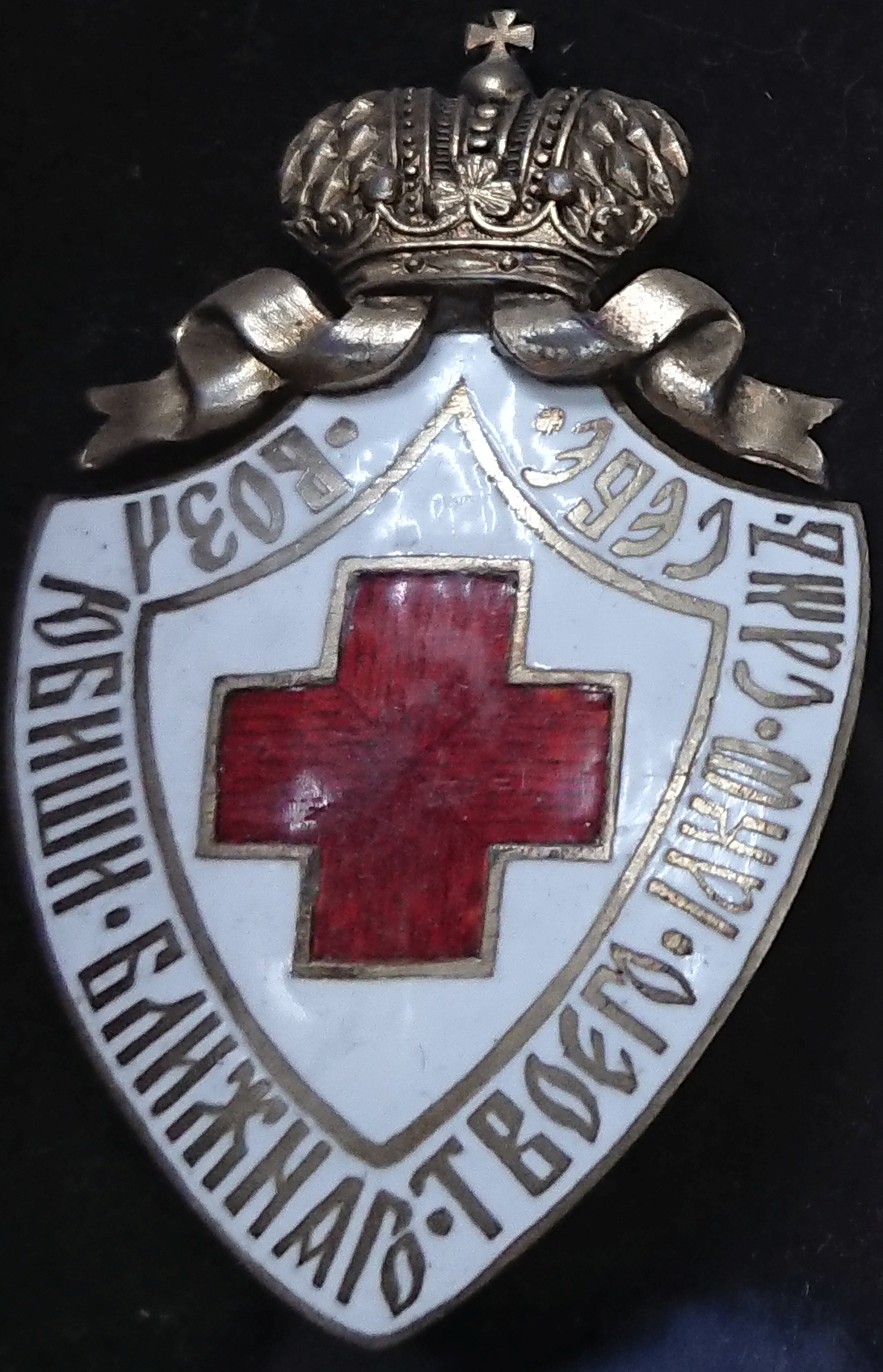
Знак Российского общества Красного Креста, 1899

В 1885 году во время сербско-болгарской войны РОКК отправил на территорию каждой из воюющих сторон по санитарному отряду, в который входили: 7 врачей, агент, провизор, 12 сестёр милосердия из общины Святого Георгия и 6 фельдшеров. Обошлась эта помощь Российскому Красному Кресту в 17 4077,56 рублей.

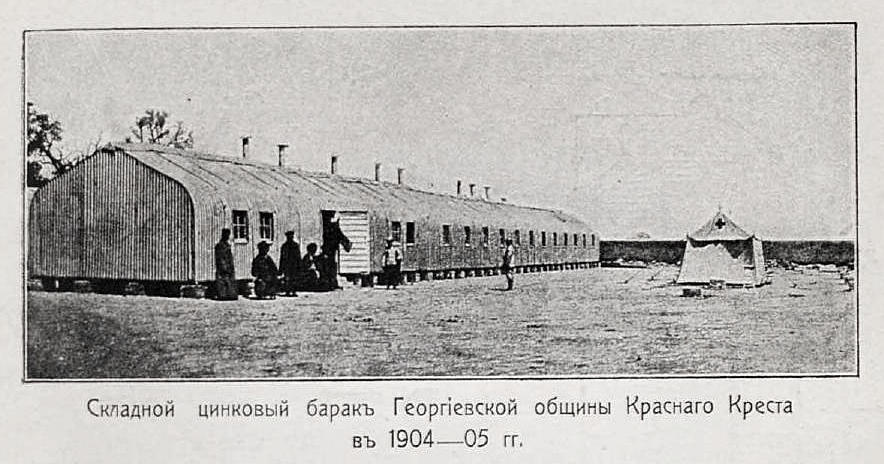
Фото из «Военной энциклопедии»

В 1891—1892 годах РОКК оказывал благотворительную помощь пострадавшим от голода, охватившего 25 губерний, боролся с сопровождавшими голод эпидемиями.
В 1894 году в ведение РОКК перешла Крестовоздвиженская община сестёр милосердия.
В 1894—1895 годах РОКК оказал помощь Японии, которая вела войну с Китаем, выделив комплект всех вещей для лазарета на 25 кроватей на сумму в 1604 руб.
В 1895—1896 годах во время итало-эфиопской войны РОКК оказал помощь Абиссинии (Италия от помощи отказалась), направив туда медицинский отряд, что послужило основанием для создания общества Красного Креста в этой стране.
В 1897 году РОКК оказывал благотворительную помощь пострадавшим от наводнения в Санкт-Петербурге. В 1898 году вновь оказывало благотворительную помощь пострадавшим от голода (в 9 губерниях) и боролся с сопровождавшими голод эпидемиями.
В 1897 году РОКК послал два санитарных отряда (греческой и турецкой сторонам) на Крит, где в то время было антитурецкое восстание
В 1898 году РОКК оказал помощь Испании (США от помощи отказались) в испано-американской войне
В 1899 году Обществом в Санкт-Петербурге был создан Комитет по подаче первой помощи пострадавшим от несчастных случаев и общественных бедствий. Он открывал станции, которые стали прообразом будущей Службы скорой помощи.
В 1899—1900 годах РОКК послал санитарный отряд в Трансвааль (Англия от помощи отказалась) во время англо-бурской войны.

### XX век

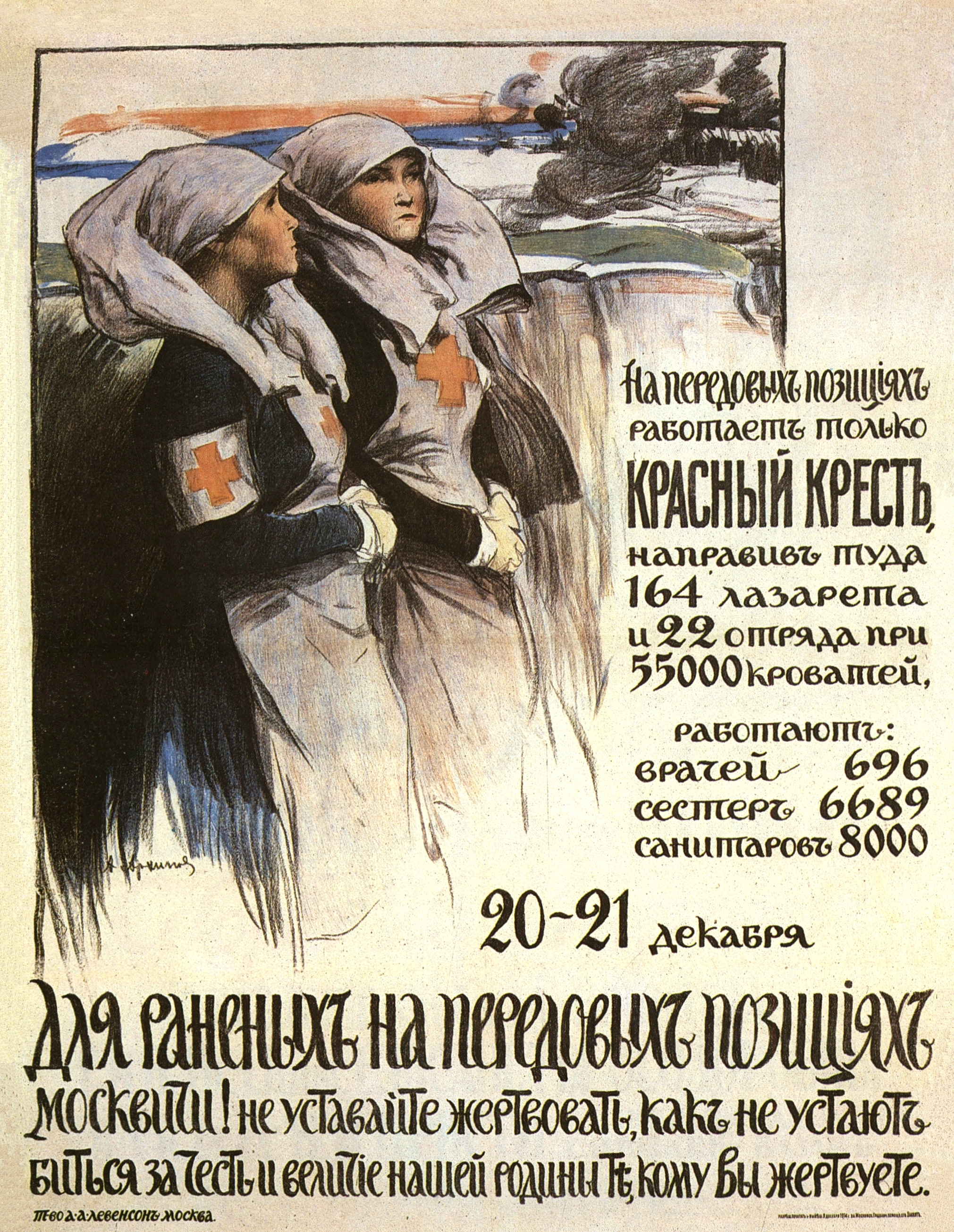
Плакат РОКК. 1914.

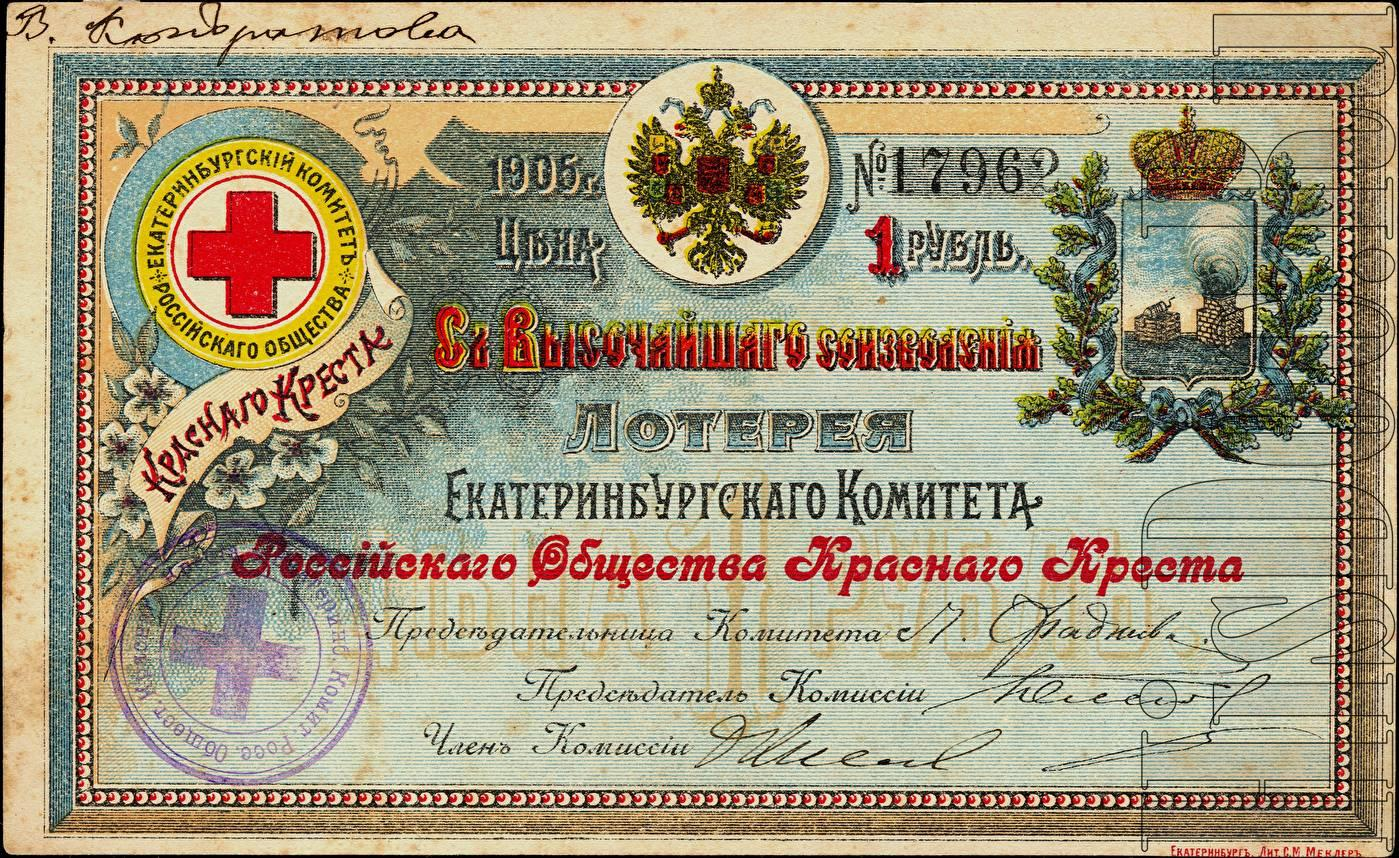
Лотерейный билет Екатеринбургского комитета РОКК.

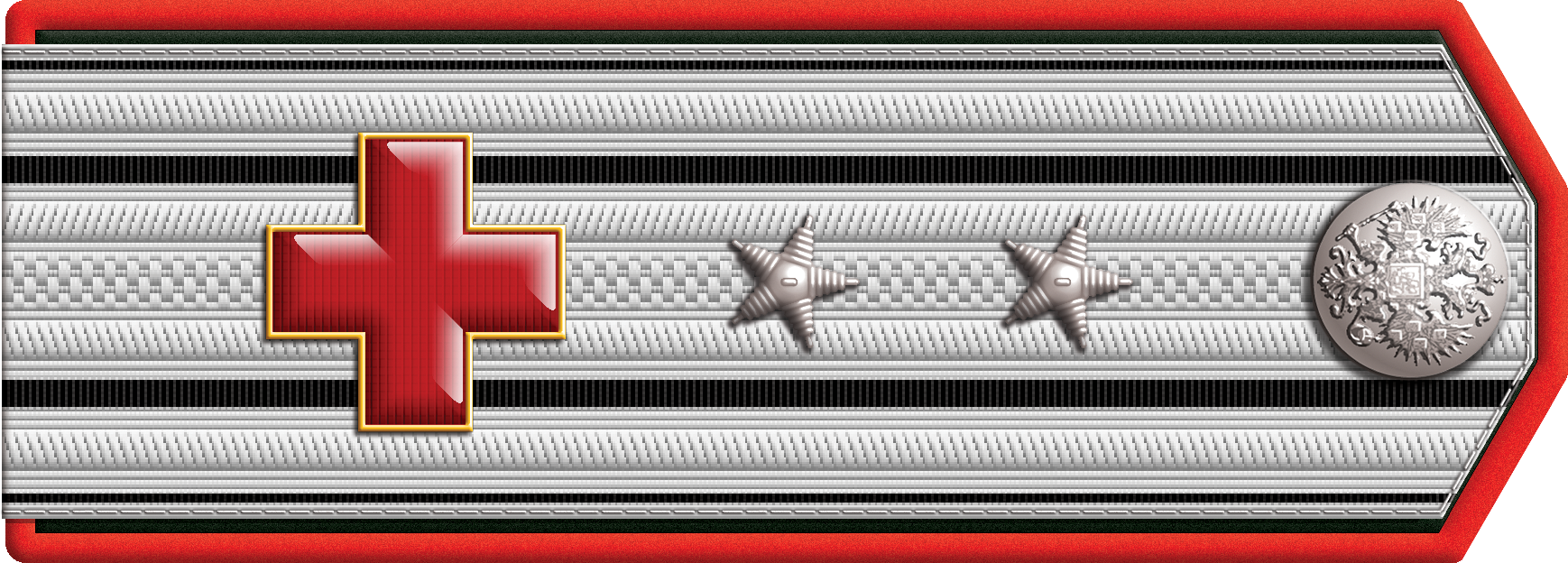
Погон военного врача РОКК, в чине коллежского асессора, 1915—1917 гг.

В 1900—1901 годах около 600 человек от РОКК оказывали помощь больным и раненым во время подавления боксёрского восстания в Китае.
В 1901 году появилась Пятигорская колония Российского общества Красного Креста (община сестёр милосердия и больница).
Во время русско-японской войны 1904—1905 годов РОКК оказывал помощь раненым. Кроме того, РОКК открыл Центральное справочное бюро о военнопленных, которое сотрудничало с Японским Красным Крестом.
В 1912—1913 годах РОКК оказывал помощь жертвам балканских войн. Общие же расходы РОКК на обе Балканские войны составили 1 058 450,82 руб. Эти средства были распределены среди воюющих стран следующим образом: на оказание помощи Болгарии было истрачено 50,36 % от суммы всех расходов Общества; на Сербию — 33,60 %; на Черногорию — 7,48 %; на Грецию — 6,96 %; на Турцию — 1,57 %. Также РОКК оказывал помощь жителям Македонии, пострадавшим от «внутренней смуты», итальянцам — во время землетрясения в Калабрии и Сицилии, жителям Парижа после наводнения, черногорцам — в борьбе с эпидемией холеры, жителям Константинополя, ставшим жертвами пожара.

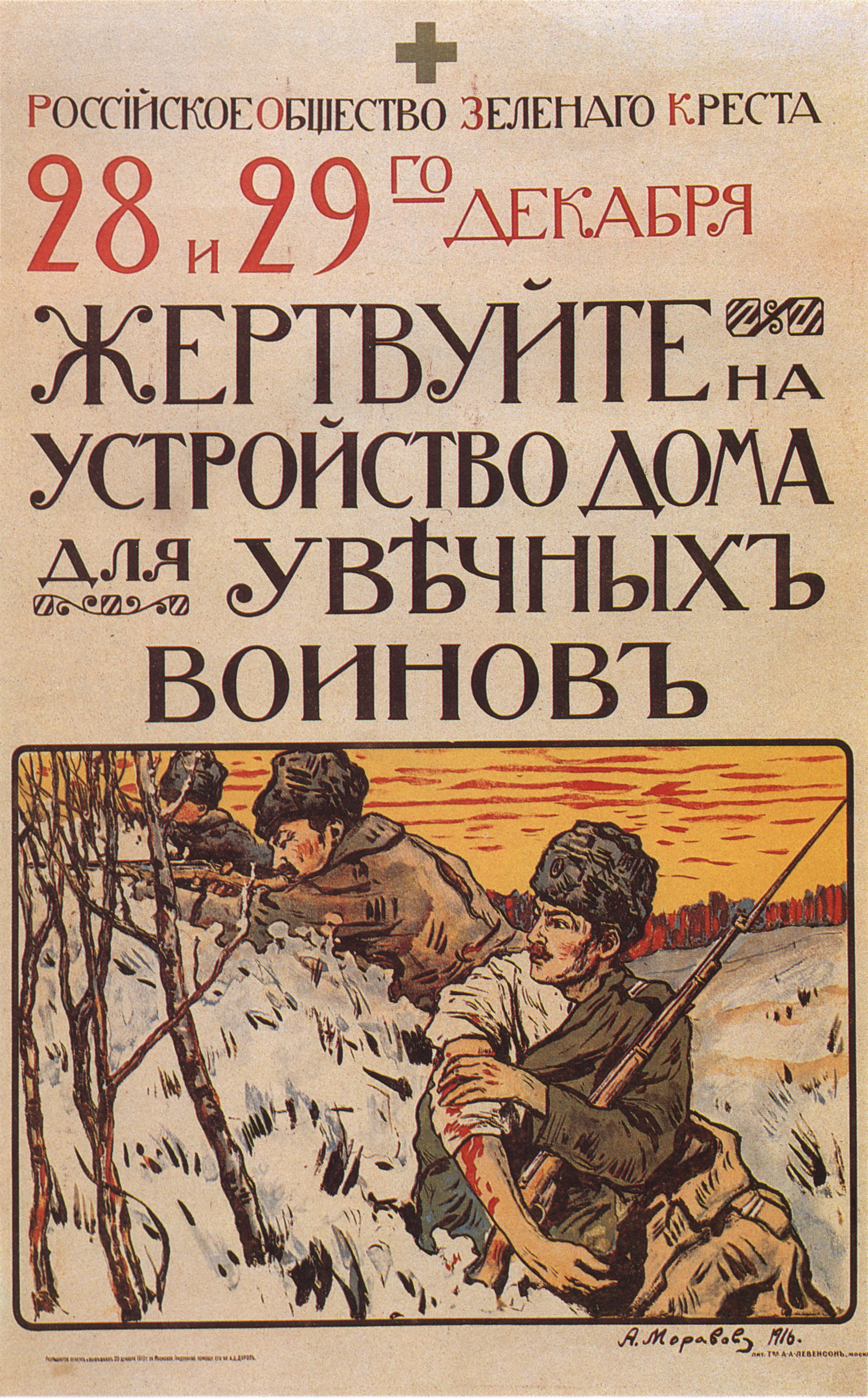
Агитплакат «Зелёного Креста»

Во время Первой мировой войны на 1 января 1917 года на службе РОКК состояло 2500 врачей, 20 000 сестёр милосердия, свыше 50 000 санитаров. При РОКК функционировало Центральное справочное бюро о военнопленных. РОКК отвечал за снабжение учреждений помощи беженцам, занимался упорядочением их передвижения. Когда в 1915 году немцы впервые применили химическое оружие, РОКК оперативно освоило изготовление противогазов и только за три месяца произвело их около 6 млн штук. Кроме «Красного креста» в России появился свой собственный «Зелёный Крест», не связанный со штаб-квартирой в Женеве.

#### Советский период

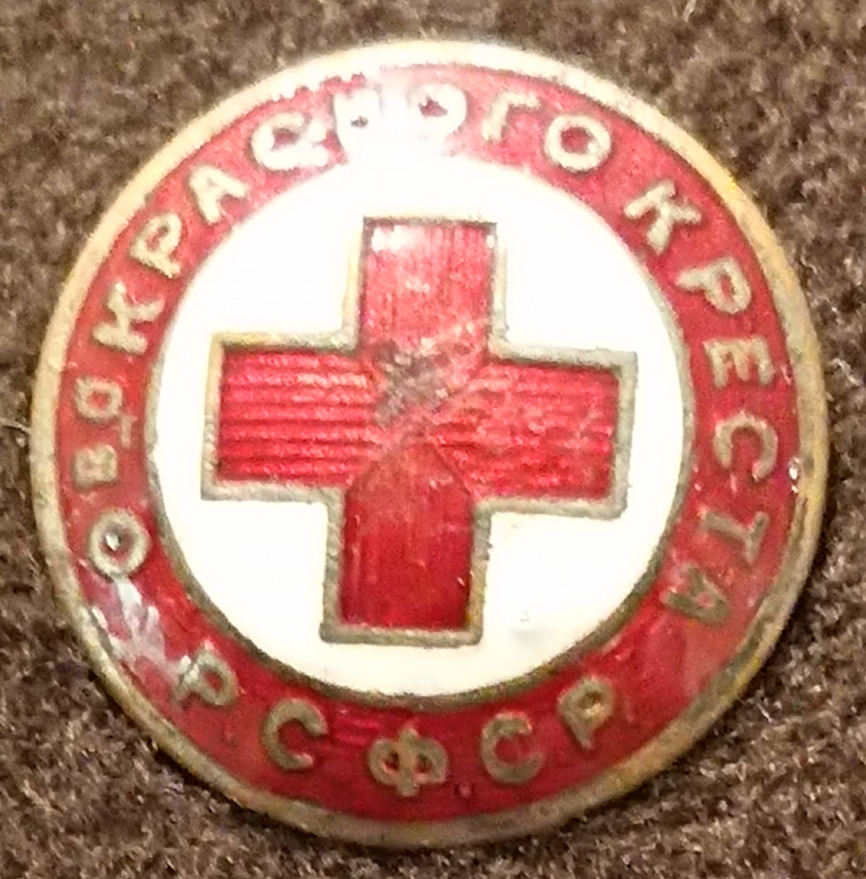
Знак Общества Красного Креста РСФСР, 1920-е годы

4 января 1918 года декретом Совнаркома Главное управление Красного Креста было упразднено и вместо него был учреждён Комитет по реорганизации Общества, имущество и капиталы учреждений Красного Креста были переданы в государственную собственность. 7 августа 1918 года было издано постановление Совнаркома о деятельности и реорганизации РОКК. Во время Гражданской войны более 400 формирований РОКК оказывали помощь раненым. С 1921 года боролся с голодом в Поволжье, Киргизии, Туркменистане, на Кавказе. С 1922 года РОКК оказывал продовольственную и медицинскую помощь ежедневно около 33 тысячам детей. В 1922 году РОКК начал борьбу с малярией, в 1923 году — с социальными болезнями.
29 мая 1923 году представители Обществ Красного Креста РСФСР, Украины, Белоруссии, Армении, Грузии и Красного Полумесяца Азербайджана заключили договор об образовании Союза Обществ Красного Креста и Красного Полумесяца (СОКК и КП СССР). В 1920-х годах СОКК и КП СССР вёл борьбу с туберкулёзом, венерическими заболеваниями, трахомой, оспой.
В 1924 году РОКК создал «Службу здоровья юных пионеров». В 1925 г. в Крыму на средства РОКК был создан детский лагерь «Артек».
Союз обществ Красного Креста и Красного Полумесяца СССР вошёл в Лигу обществ Красного Креста (ЛОКК) в 1934 году.
В 1927—1940 годах Советский Красный Крест обучал население навыкам оказания первой медицинской помощи, обучал медицинских сестёр. В 1930-е годы усилия Советского Красного Креста были направлены на обслуживание рабочих крупных промышленных строек и железнодорожного транспорта (постройка бань, прачечных, санитарных пропускников).
Постановлением Совета Народных Комиссаров СССР № 1383 «О Союзе обществ Красного Креста и Красного Полумесяца СССР» от 3 декабря 1938 года из ведения местных и республиканских комитетов Союза Обществ Красного Креста была изъята вся хозяйственная и лечебно-санитарная деятельность и 6111 лечебно-профилактических и других учреждений были переданы органам здравоохранения и другим организациям.
Во время Великой Отечественной войны Советский Красный Крест занимался подготовкой медсестёр и санитаров, организовывал донорство крови. В марте 1945 года было создано Центральное справочное бюро о перемещённых лицах при Исполкоме СОКК и КП СССР.

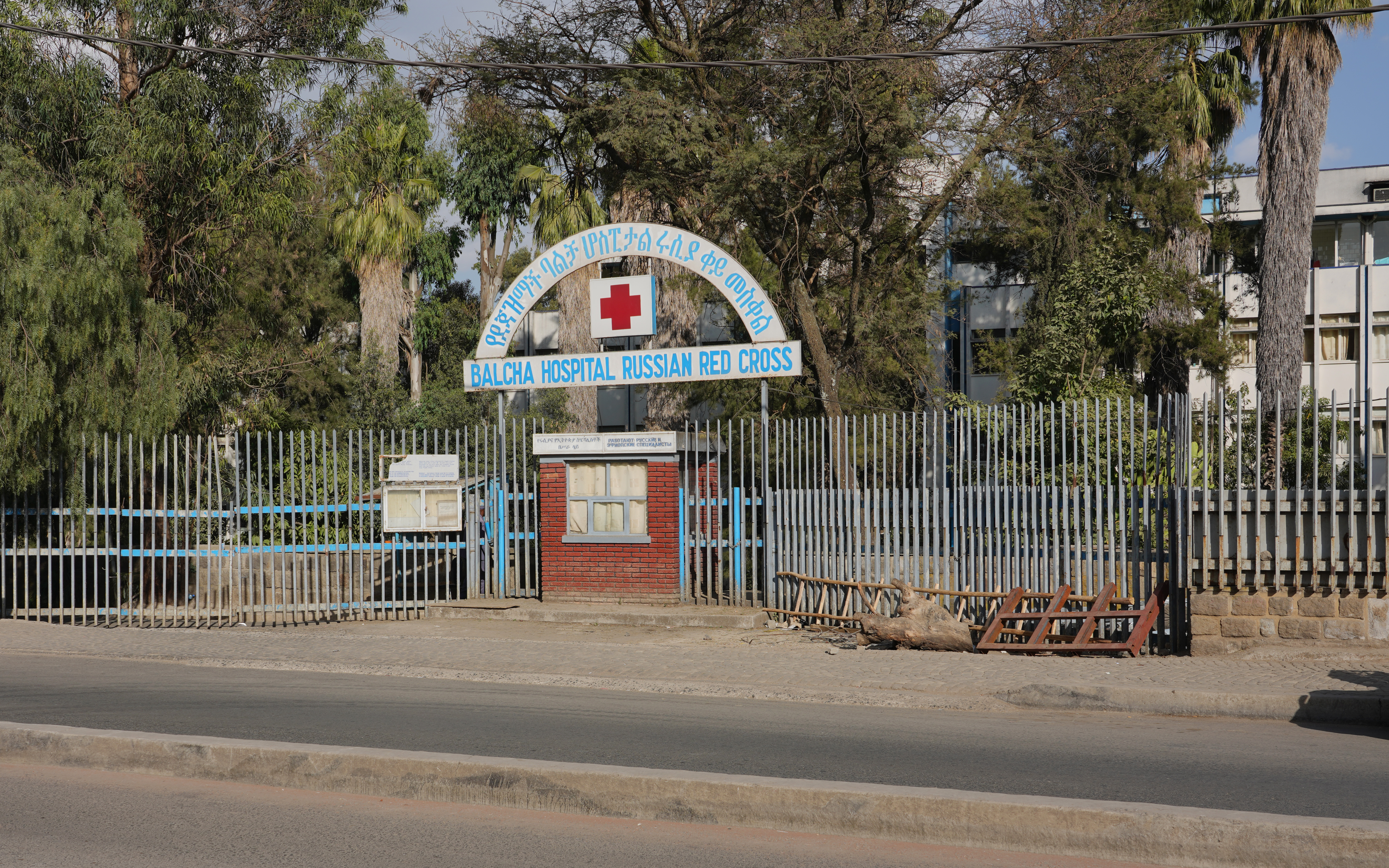
Больница Российского Красного Креста в Аддис-Абебе

В 1945—1949 годах санитарно-эпидемиологические отряды Советского Красного Креста боролись с чумой в Маньчжурии, подавляли вспышки тифа в Польше, очаги холеры, оспы и других инфекционных заболеваний в КНДР. В 1946 году в различных городах Северной Кореи Советский Красный Крест развернул 17 госпиталей, его больницы и медицинские пункты работали в 8 городах на территории Китая. Кроме того, имелись больницы Советского Красного Креста в Аддис-Абебе (Эфиопия), в Тегеране (Иран), в Лахдарии (Алжир).
В 1948 году в ведение Советского Красного Креста перешла Ивановская международная школа-интернат.
В 1957 году по инициативе комитетов обществ Красного Креста Москвы и Ленинграда началось движение безвозмездных доноров крови. В 1960 году для оказания медико-социальной помощи одиноким больным, ветеранам войны и труда на дому комитеты Общества начали создавать Службу патронажных медицинских сестёр (позже была переименована в Службу милосердия).
В 1986 году после катастрофы на Чернобыльской АЭС комитеты общества Красного Креста выставляли санитарные посты на дорогах, проводили разъяснительную работу среди населения, оказывали помощь пострадавшим, собирали и отправляли в заражённые районы экологически чистые продукты.
В 1989 году Советским Красным Крестом был сформирован первый отряд спасателей-добровольцев, в состав которого вошли специалисты, работавшие в Армянской ССР после землетрясения 1988 года. В 1990 году на его основе была основана Спасательная служба Российского Красного Креста.
СОКККП избрало 10 народных депутатов СССР.

#### РОКК в эмиграции
В декабре 1918 года совещание работников Красного Креста Сибири и Поволжья приняло положение, утверждённое Верховным правителем России А. В. Колчаком, согласно которому до созыва «съезда уполномоченных учреждений Общества Красного Креста всех областей и губерний, подвластных Временному российскому правительству, или до восстановления деятельности Главного управления РОКК учреждается Временное главное управление РОКК со всеми правами и обязанностями Главного управления». Оно существовало до июля 1920 года.
Ещё в начале 1920 года, предвидя, что страну покинет большое число беженцев, его руководство подготовило обращение к странам Антанты: «…Во имя продолжения борьбы с большевизмом необходимо прийти на помощь русским беженцам». Оказавшиеся в эмиграции бывшие руководители РОКК предприняли попытку восстановить центральные органы РОКК. В 1921 году в Париже ими была образована Особая комиссия из 9 человек. К осени 1926 года уполномоченные и представители РОКК действовали в 25 государствах в интересах эмигрантов. В этих странах под флагом РОКК действовали 3 госпиталя, 1 санаторий, 29 амбулаторий, 4 зубоврачебных кабинета, 4 инвалидных дома, дом для престарелых, 2 детских приюта, 3 общежития, столовая, 3 склада и 30 местных комитетов Красного Креста. Большинство этих учреждений работали в Югославии и Болгарии. Однако к 1930-м годам постепенно под давлением советского СОКК и КП представители эмигрантского РОКК были исключены из международных краснокрестных организаций, а их места заняли советские представители.

### Постсоветский период
В 1992 году XII внеочередной съезд СОКК и КП СССР принял решение о ликвидации СОКК и КП СССР. Правопреемником СОКК и КП СССР на территории Российской Федерации стало Российское общество Красного Креста (РОКК).
Источниками финансирования его программ последних лет являются членские взносы и целевые пожертвования граждан России, российских организаций и предприятий, а также финансовая поддержка зарубежных организаций Красного Креста. В 1997—2000 годах миллионы нуждающихся из числа наиболее незащищённых слоёв населения получили гуманитарную помощь, объём которой составил 78,5 млн долларов США. Гуманитарная помощь оказывается также при стихийных бедствиях.

### XXI век
С 2017 года в четырёх регионах России — Белгородская, Липецкая, Воронежская и Волгоградская области — реализуется проект «Оказание помощи в связи с экстренными потребностями вынужденно перемещённых лиц из Украины на территорию Российской Федерации» .
В марте 2018 год был открыт сбор средств для пострадавших в результате пожара в торговом центре «Зимняя вишня» 25 марта 2018 года. Семьям пострадавших так же была оказана психосоциальная поддержка. По результатам аудита Международный комитет Красного Креста заявил, что сбор РКК был нецелевым; из-за многочисленных вопросов к отчетности МККК объявил об остановке работы с офисом Российского Красного Креста.
Начиная с 2020 года региональные отделения оказывают помощь в борьбе с распространением новой коронавирусной инфекции (COVID-19). Волонтёры и сотрудники доставляют продуктовые и гигиенические наборы в лечебные учреждения, а также пожилым людям на самоизоляции. Была открыта межрегиональная горячая линия, где каждый может получить психологическую поддержку, а также информацию по выдаче гуманитарной помощи и профилактике новой коронавирусной инфекции.
12 мая 2021 года был открыт сбор средств на оказание помощи пострадавшим в результате стрельбы в 175 школе города Казань.
В июле 2021 года Российский Красный Крест оказывал помощь пострадавшим от наводнения в Крыму силами Крымского регионального отделения.
В апреле 2021 года главой организации стал 27-летний Павел Савчук, ранее работавший в связанных с российской властью проектах «Победа 70», «Волонтёры-медики» и «Федеральный центр поддержки добровольчества и наставничества». Прежний руководитель Красного Креста с 2006 года Раиса Лукутцова в начале года стала фигурантом проверки Следственного комитета, после её отставки против неё возбудили уголовное дело о покушении на мошенничество и приговорили к четырём годам условного заключения.
В феврале 2022 года в рамках работы объединённого штаба #МыВместе Российский Красный Крест начал общенациональный сбор средств для вынужденных переселенцев с территории Юго-Востока Украины. В октябре был начат сбор для мобилизованных россиян.

## Председатели Национального общества
Председатель РКК является единоличным исполнительным органом РКК и избирается из членов РКК, являющихся делегатами Съезда РКК, открытым голосованием при наличии кворума на Съезде РКК раз в 5 лет.
Не может занимать должность более 3 сроков подряд.
| Период      | Председатель               |
| ----------- | -------------------------- |
| 1919—1928   | Соловьёв Зиновий Петрович  |
| 2006—2021   | Лукутцова Раиса Тимофеевна |
| 2021 — н.в. | Савчук Павел Олегович      |

## Принципы
Российский Красный Крест действует в соответствии с семью принципами Международного движения Красного Креста и Красного Полумесяца. Принципы были одобрены ХХ Международной конференции Красного Креста 1965 года в Вене.
Основополагающие принципы:
- Гуманность
- Беспристрастность
- Нейтральность
- Независимость
- Добровольность
- Единство
- Универсальность

## Структура
Структуру Российского Красного Креста составляют:
- Центральный аппарат Российского Красного Креста;
- региональные отделения;
- местные отделения;
- железнодорожные организации;
- филиалы;
- представительства;
- санаторий «Дружба».

### Центр розыска и информации (ЦРИ)

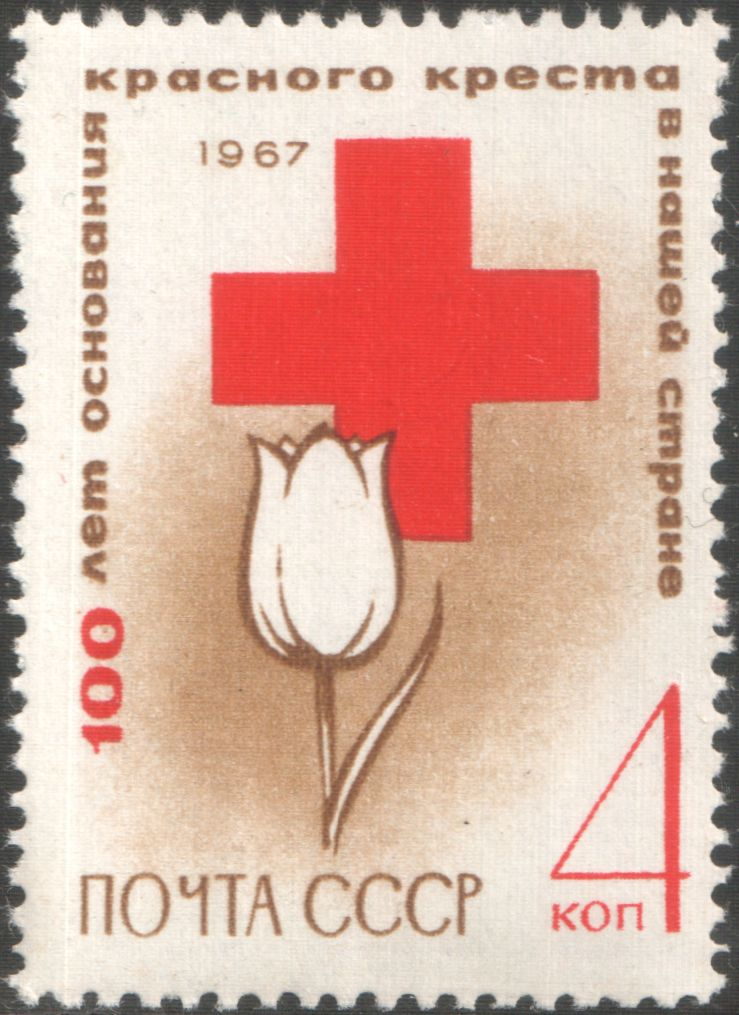
Почтовая марка СССР, 1967 год. 100 лет со дня основания в России Общества Красного Креста

Постановлением СНК СССР от 11 марта 1945 года при Союзе обществ Красного Креста и Красного Полумесяца СССР было создано Центральное справочное бюро о перемещённых лицах, ставшее ныне Негосударственным учреждением «Центр розыска и информации Общероссийской общественной организации „Российский Красный Крест“» (ЦРИ РКК), единственным учредителем которого является общероссийская общественная организация «Российский Красный Крест».
Основные задачи Центра:
- розыск родственников российских граждан за рубежом и розыск по просьбе граждан из-за рубежа родственников в России;
- установление сохранности могил советских воинов за рубежом;
- восстановление посредством Посланий Красного Креста семейных связей, прерванных в результате межнациональных конфликтов, стихийных бедствий и техногенных катастроф;
- розыск беженцев и мигрантов;
- социальный розыск, связанный с установлением статуса детей, оставшихся без попечения родителей, и назначением им государственных пособий;
- истребование документов и выдача справок, необходимых для получения компенсаций и льгот: подтверждений об эвакуации, пребывании в период Второй мировой войны на принудительных работах и в концлагерях Германии, в детских домах),

### Спасательная служба РКК
Оказывала помощь после стихийных бедствий, катастроф, террористических актов, во время Первой и Второй чеченских войн. Была фактически ликвидирована к 2009 году.

## Критика
27 февраля 2015 года президент Международного комитета Красного Креста Петер Маурер отметил, что не считает деятельность и заявления со стороны московского отделения Российского Красного Креста отвечающим принципам нейтралитета, независимости, беспристрастности, принципам, на которых базируется деятельность Движения Красного Креста и Красного Полумесяца. Он пообещал обратиться к президенту Российского Красного Креста с просьбой обратить внимание на эту проблему для соблюдения этих принципов в деятельности отделения. Организацию заподозрили в сокрытии отчётов о расходах пожертвований размером в 1 миллиард рублей на потоп в Крымске.

### После российского вторжения на Украину
На Украине против Российского Красного Креста с 2022 года действуют санкции — организации запрещено работать в стране как минимум до 2033 года. В отношении главы РКК Павла Савчука они тоже введены — за «распространение пропагандистских нарративов Кремля для оправдания действий России по подрыву территориальной целостности, суверенитету и независимости Украины». В отличие от Международного комитета Красного Креста, национальные общества Красного Креста не могут работать в зоне вооруженных конфликтов — по правилам движения у них нет на это соответствующего мандата. Однако уже в 2023-м сотрудники организации начали появляться на оккупированных территориях Украины. В частности, представители РКК ездили в разрушенный Мариуполь с «гуманитарной миссией».
По свидетельствам украинских военнопленных, сотрудники Российского Красного Креста издевались над пленными. Издание «Вёрстка» отмечала, что сотрудники РКК нередко хамят украинцам, бежавшим от войны в Россию, и отказываются им помогать. Некоторые из сотрудников, особенно в региональных отделениях, собирают деньги для российских военных. Другие состоят в организациях, вербующих россиян на фронт.